# رود یاهاگی
رود یاهاگی (به ژاپنی: 矢作川) رودی است به خلیج میکاوا می‌ریزد. این رود از استان ناگانو، استان گیفو و استان آیچی در کشور ژاپن می‌گذرد. طول آن ۱۱۷ کیلومتر (۷۳ مایل) است.